# Utopia (Britse televisieserie)
Utopia is een Britse televisieserie uit 2013 bedacht door Dennis Kelly.

## Thema
De serie volgt de avonturen van een groep mensen die in bezit zijn van een manuscript van een sequel op een cult-striproman getiteld The Utopia Experiments. Het manuscript blijkt geheime boodschappen te bevatten en een geheimzinnige organisatie genaamd The Network probeert dit manuscript in handen te krijgen, waardoor de groep moet vluchten voor hun leven.

## Beoordeling
Utopia werd over het algemeen goed onthaald door critici, vooral de visuele stijl werd positief onthaald. De serie kreeg wel wat commentaar van critici over het gebruik van − volgens sommigen − onnodig geweld.
De Britse mediaregulator Ofcom ontving 44 klachten over de tv-serie, waaronder klachten over geweld, aanstootgevend taalgebruik en kindacteurs die betrokken waren bij scènes met volwassen materie. 37 van deze klachten gingen over een scène over een schietpartij op een lagere school.

## Rolverdeling
- Fiona O'Shaughnessy als Jessica Hyde, de dochter van Philip Carvel, de maker van de Utopia-manuscripten.
- Alexandra Roach als Becky; haar vader is gestorven aan een mysterieuze ziekte, ze is ervan overtuigd dat er een samenzwering rond haar vaders dood is en dat die iets te maken heeft met het Utopia-manuscript.
- Nathan Stewart-Jarrett als Ian Johnson, een IT-adviseur.
- Adeel Akhtar als Wilson Wilson, bezeten van complottheorieën.
- Oliver Woollford als Grant Leetham, een elfjarige jongen.
- Paul Higgins als Michael Dugdale, een ambtenaar die voor het ministerie van Volksgezondheid werkt.
- Neil Maskell als Arby, een huurmoordenaar die voor The Network werkt.

## Remake
In februari 2014 werd bekendgemaakt dat David Fincher een Amerikaanse remake ging maken van Utopia voor HBO met Fincher als regisseur en uitvoerend producent en Gillian Flynn als schrijfster. In juli 2015 werd bekend dat Fincher de HBO-serie verliet vanwege een geschil over het budget; de acteurs werden ontheven van hun contract.